# Helmold
Helmold, född omkring 1120 im Raum Goslar, död efter 1177 i Bosau vid Plön, var en tysk krönikeskrivare. 
Helmold var präst i Bosau. Han skrev på uppmaning av Lübecksbiskopen Gerold (död 1163) en Chronica slavorum (bland annat utgiven av Johann Martin Lappenberg och Ludwig Weiland i Georg Heinrich Pertz "Monumenta Germaniæ historica"), i vilken han skildrar vendernas historia till 1171; särskilt behandlas där Henrik Lejonet och biskopsdömet Oldenburg-Lübeck. Den är av stort värde för den historiska forskningen; dock har dess trovärdighet starkt ifrågasatts av Carl Schirren ("Beiträge zur Kritik älterer holsteinischer Geschichtsquellen", 1876).